# Cascade du Rundstein
La cascade du Rundstein est une chute d'eau artificielle du ruisseau du Tanet (ou Achterbach) dans le massif des Vosges située sur la commune du Valtin.

## Toponymie
Le toponyme Rundstein signifie « pierre ronde ».

## Géographie
La cascade se trouve dans une propriété privée, à la Combe du Valtin.

## Histoire
La chute du Rundstein, haute de 20 mètres et se jetant dans la Meurthe, a été créée par M. Octave de Bazelaire de Lesseux, qui a financé une légère déviation du ruisseau du Taneck.